# Sulmtaler
Sulmtaler es una raza de gallina originaria de Austria.

## Nombre
El nombre Sulmtaler proviene del valle Sulm, en Austria.

## Orígenes
Se originó en Estiria, en Austria en la región entre Graz y Maribor, sobre todo en el valle Sulm.

## Descripción
La Sulmtaler es una raza rústica criada para la obtención huevos y carne. Los gallos pesan de 3 a 3,5 kg y las hembras de 2,5 a 3,5 kg. Las hembras producen de 150 a 160 huevos al año de color crema y unos 55 g de peso.